# Русские в Ирландии
Русские в Ирландии — русскоязычные граждане или постоянные жители Ирландии, которые являются либо этническими русскими, либо гражданами России, либо иммигрантами или потомками иммигрантов из России или других стран бывшего СССР или бывшей Российской империи. По переписи 2022 года в Ирландии проживали 2939 граждан России.

## Статистика
По данным переписей населения в Ирландии проживали:
- 1881 год — 198 уроженцев Российской империи;
- 1891 год — 1111 уроженцев Российской империи;
- 1901 год — 1966 уроженцев Российской империи;
- 1911 год — 1985 уроженцев Российской империи;
- 1936 год — 483 уроженца России и СССР;
- 1946 год — 653 выходца из СССР;
- 2022 год — 2939 граждан России.

## Волны иммиграции
Первая волна русской эмиграции в Ирландию была в 1880-е — 1910-е года. Так, по переписи 1881 года в Ирландии насчитывалось 198 уроженцев Российской империи, из которых 49 были моряками. Значительную часть эмиграции первой волны составляли евреи с территории Латвии и Литвы. Вторая волна русской эмиграции была после Октябрьской революции, когда вернулись также ирландки, состоявшие в браке с русскими подданными. Третья волна эмиграции была в 1939—1941 годах, когда в Ирландию ехали в том числе русские эмигранты из Европы. Четвёртая волна русской эмиграции была после Второй мировой войны и была представлена перемещёнными лицами и беженцами.